# Conor Shaughnessy
Conor Glynn Shaughnessy (* 30. Juni 1996 in Galway) ist ein irischer Fußballspieler, der bei Leeds United unter Vertrag steht. Sein älterer Bruder Joe Shaughnessy ist ebenfalls Fußballprofi.

## Karriere

### Verein
Conor Shaughnessy begann seine Karriere in seiner Geburtsstadt Galway bei Salthill Devon und Mervue United. Im Jahr 2012 wechselte er nach England zum FC Reading. Innerhalb der Jugendzeit wechselte Shaughnessy vier Jahre später zu Leeds United. Von 2016 bis 2017 spielte der Innenverteidiger in der U-23-Mannschaft des Vereins. Sein Profidebüt gab er für Leeds am 6. August 2017 in der 2. Liga gegen die Bolton Wanderers, als er für Matthew Pennington eingewechselt wurde. Drei Tage später stand er erstmals in der Startelf im Ligapokalspiel gegen Port Vale. Danach stand er auch in der Liga im Spiel gegen den FC Fulham in der ersten Elf. Kurz darauf wurde der Vertrag um vier Jahre verlängert. Bis zum Januar 2018 absolvierte Shaughnessy neun Ligaspiele, bevor er sich im Spiel gegen Hull City am 30. Januar 2018 eine schwerwiegende Knöchelverletzung zuzog. In der Saison 2018/19 absolvierte er unter Marcelo Bielsa nur ein Spiel im Ligapokal gegen Preston North End im August 2018. Infolgedessen wurde er im Januar 2019 nach Schottland an Heart of Midlothian verliehen.

### Nationalmannschaft
Conor Shaughnessy spielte in der U-15 und U-21-Nationalmannschaft von Irland.